# Jackie Cola
Jackie Cola war eine Indie-Pop-Band aus Freiburg, die von 2003 bis 2007 bestand und vor allem im süddeutschen Raum einige Bekanntheit erreichte.

## Geschichte
2003 produzierte das Trio eine erste Demo-CD mit drei Tracks, die im Freiburger Raum bereits großen Anklang fand. 2004 folgte die erste EP Jetzt und hier mit dem Titel Alles was ich wollte, der beim SWR-Jugendradio DasDing 16 Wochen in Folge den ersten Platz der Hörercharts belegte. Im selben Jahr spielte die Band bereits zahlreiche Konzerte in ganz Deutschland (u. a. Berlin, Stuttgart und Freiburg als Support von Silbermond). 2005 nahmen sie das erste Album Kein zurück mehr auf, das am 5. September 2005 erschien. Erstmals konnte man die Musik der Band deutschlandweit im Handel kaufen. Jackie Cola tourten nach der Albumveröffentlichung durch Deutschland, ihre Songs erhielten breite TV- und Radioaufmerksamkeit (u. a. MTV, DasDing-TV, hr3, WDR, ProSieben). In den Jahrescharts von DasDing landete Jackie Cola als einzige Newcomerband in den Top100 (Platz 33), insgesamt wurden im Jahr 2005 mehr als 100 Konzerte gespielt. Im Jahr 2006 erschien die EP James Dean und andere Liebeslieder…, die im Sommer auf zahlreichen Festivals vorgestellt wurde. 2007 löste sich die Band auf.

## Auszeichnungen
Nach dem Gewinn des landesweiten Wettbewerbs Play live durfte sich Jackie Cola „beste Nachwuchsband Baden-Württembergs“ nennen. Weitere Bandcontest-Siege untermauern diesen Titel: Band 2003, KABa rockt-Festival, They might be Stars.

## Diskografie

### Alben
- 2005: Kein Zurück mehr (Neuwerk13Records)

### EPs
- 2004: Jetzt und hier (Neuwerk13Records)
- 2006: James Dean und andere Liebeslieder… (Neuwerk13Records)